# Leaellynasaura
Leaellynasaura er en uddød slægt af dinosaurer fra familien af hypsilofodonter. Der er fundet en enkelt art i slægten, Leaellynasaura amicagraphica. Det var et lille 1 meter langt, adræt og  tobenet dyr, der umiddelbart kunne ligne en kænguru. Dyret havde en lang hale, et lille hoved og små forben og var planteæder.
Dyrets kranium viser, at der var ekstraordinært god plads til synscentret, og det bliver af palæontologer tolket som om, at dyret udviklede et specielt syn, så det bedre kunne se i de lange mørke måneder. De var i sving året rundt og gik ikke i hi som andre dyr. De vandrede heller ikke bort fra kulden om vinteren, som for eksempel rener gør i dag.
Måske var dyret også dækket af et lunende fjerlag. Forskerne har ganske vist ikke fundet spor af fjer på netop Leaellynasaura amicagraphica, men andre fossiler har afsløret fjerklædte dinosaurer.